# Retrograde amnesie
Retrograde amnesie (RA) is een vorm van geheugenverlies waarbij iemand geen toegang meer heeft tot herinneringen van vóór het moment dat het geheugenverlies begon. Voornamelijk het episodisch, autobiografisch en het declaratief geheugen worden door RA aangetast, terwijl procedureel geheugen doorgaans intact blijft. De hoeveelheid en het soort informatie die verloren gaat is afhankelijk van de schade aan het brein en kan variëren van erg specifiek tot algemeen.
In contrast met retrograde amnesie staat anterograde amnesie, waarbij eerder opgeslagen herinneringen wel toegankelijk blijven, maar waarbij iemand geen nieuwe herinneringen meer kan vormen.